# Мешно (Опольське воєводство)
Мешно (пол. Meszno) — село в Польщі, у гміні Отмухув Ниського повіту Опольського воєводства.
Населення — 339 осіб (2011).

## Демографія
Демографічна структура станом на 31 березня 2011 року:
|          | Загалом | Допрацездатний вік | Працездатний вік | Постпрацездатний вік |
| -------- | ------- | ------------------ | ---------------- | -------------------- |
| Чоловіки | 167     | 32                 | 123              | 12                   |
| Жінки    | 172     | 34                 | 102              | 36                   |
| Разом    | 339     | 66                 | 225              | 48                   |